# Brigata alpina “Tridentina”

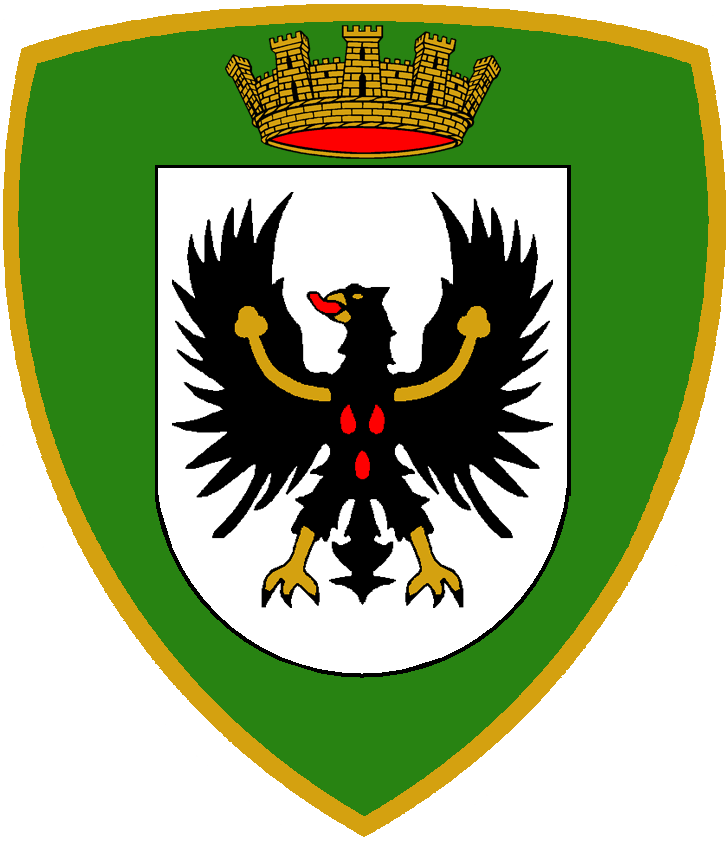
Wappen der Alpini-Brigade Tridentina

Die Brigata alpina “Tridentina” (deutsch Alpini-Brigade „Tridentina“) war eine von früher insgesamt fünf Gebirgsjägerbrigaden des italienischen Heeres. Die Verbände der Brigade waren in Südtirol stationiert, der Brigadestab befand sich in Brixen. Der Name „Tridentina“ bezieht sich auf Venezia Tridentina, den alten Namen der heutigen Region Trentino-Südtirol, in der die Brigade beheimatet war. Nachdem die Brigade Ende 2002 aufgelöst worden war, führte ein (Reserve-)Divisionsstab des Gebirgstruppenkommandos COMALP in Bozen bis 2023 den Namen Tridentina, seither trägt ihn das Führungsunterstützungsbataillon von COMALP.

## Geschichte
Im Ersten Weltkrieg hatten die Alpini zunächst keine eigenen Großverbände. Die Alpini-Regimenter dienten nur administrativen Zwecken, ihre Bataillone wurden für den Einsatz anderen Verbänden zugeteilt und dort zu Kampfgruppen zusammengefasst. Gegen Ende des Krieges waren die Alpini in vier Divisionen konzentriert (5., 52., 75., 80.), die im Unterschied zu den anderen Infanteriedivisionen als Gebirgsdivisionen bezeichnet wurden.
Nach dem Krieg wurden die Alpini-Regimenter mit ihren Bataillonen zu geschlossenen Kampfverbänden formiert und die Aufstellung von reinen Alpini-Großverbänden mit eigener Nummerierung in Betracht gezogen.

### Bis zum Zweiten Weltkrieg

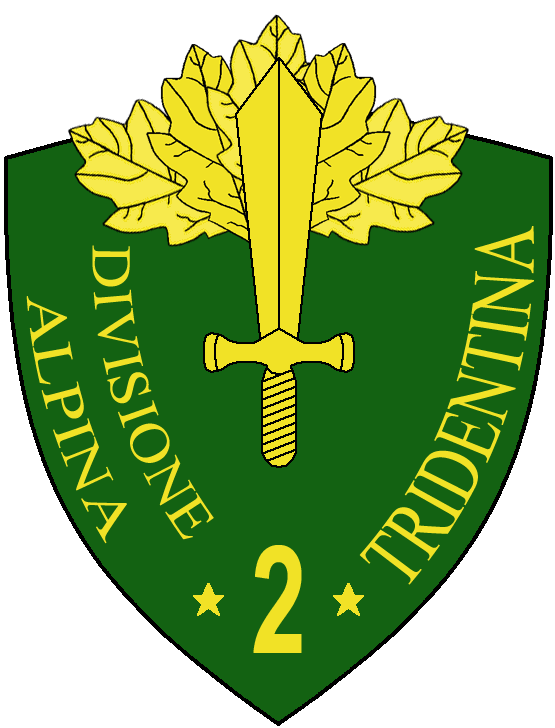
Wappen 2ª Divisione alpina “Tridentina”

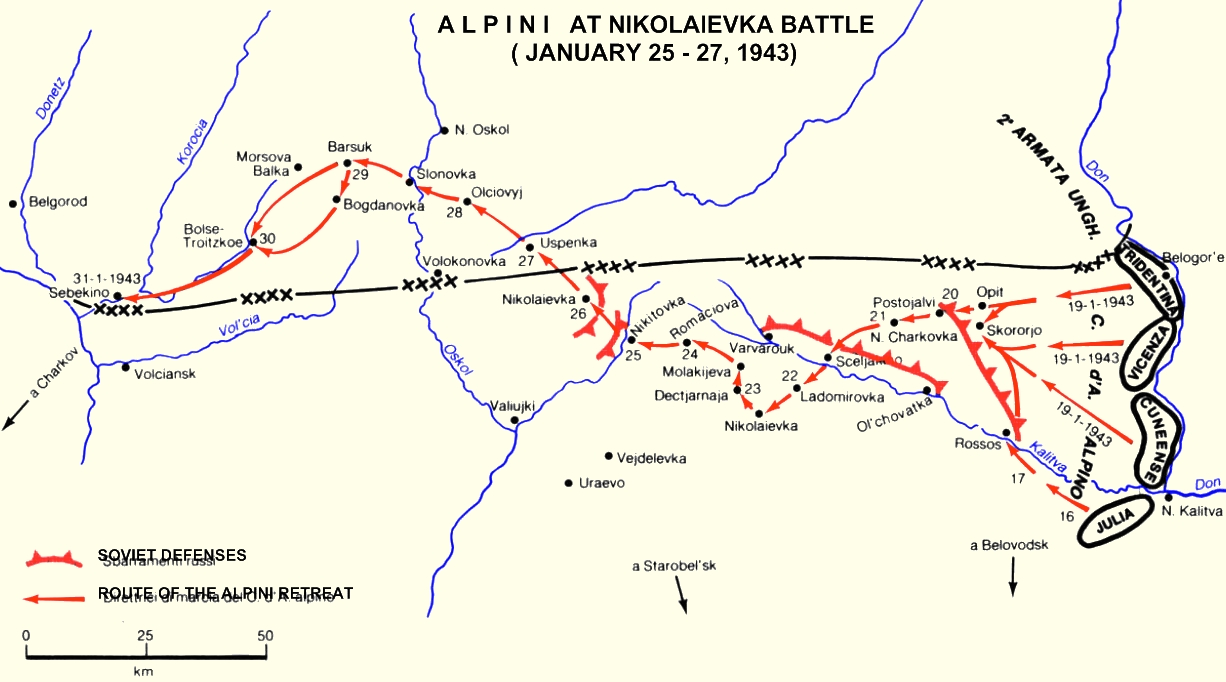
Kämpfe der Alpini hinter den feindlichen Linien (Januar 1943)

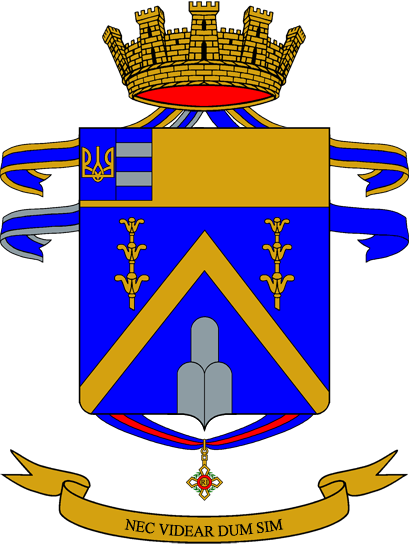
Wappen 5. Alpini-Regiment

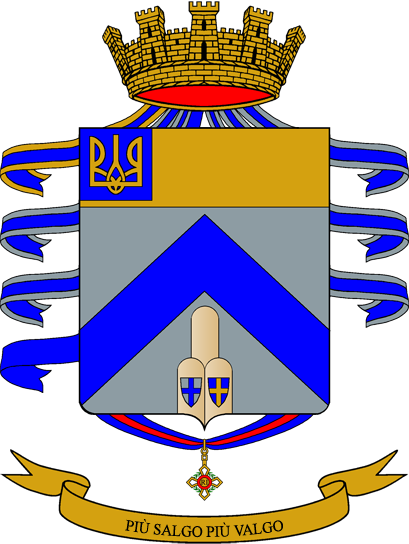
Wappen 6. Alpini-Regiment

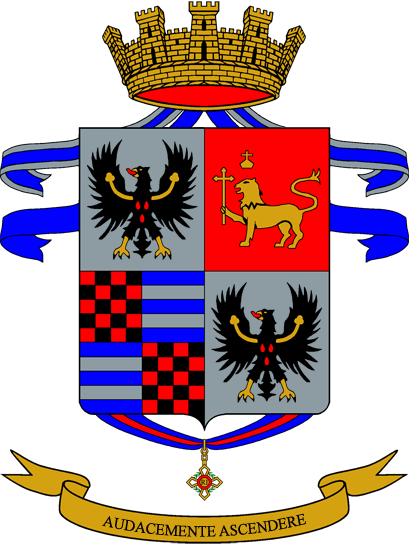
Wappen 11. Alpini-Regiment

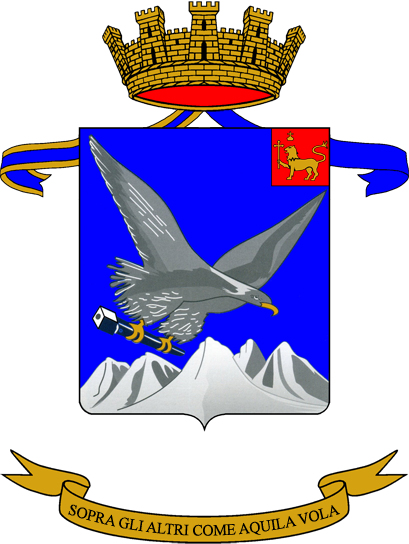
Wappen 5. Gebirgsartillerie-Regiment

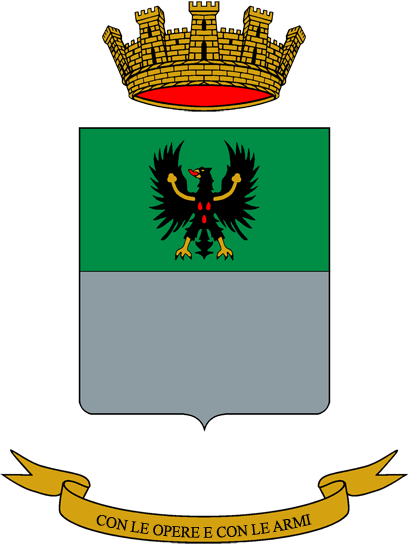
Wappen Logistik-Bataillon Tridentina

1923 wurden die neun damals bestehenden Alpini-Regimenter zu drei Gruppen zusammengefasst, die 1926 die Bezeichnung „Brigaden“ erhielten. Die 2. Brigade mit den Alpini-Regimentern 5, 6 und 7 und dem 2. Gebirgsartillerieregiment befand sich in Südtirol und in den Dolomiten. 1935 ging aus der Brigade die 2. Alpini-Division Tridentina hervor, die nunmehr nur noch aus dem 5. und 6. Alpini-Regiment in Meran und Sterzing sowie aus dem genannten Artillerieregiment in Meran und weiteren Divisionstruppen bestand.
Im Zweiten Weltkrieg befahl Mussolini nach schlecht vorbereiteten und weitgehend erfolglosen Einsätzen der Tridentina in der Schlacht in den Westalpen und im Griechisch-Italienischen Krieg die Entsendung eines ganzen Alpini-Armeekorps in die Sowjetunion. Es bestand aus den Divisionen Tridentina, Julia und Cuneense. Statt wie ursprünglich geplant im Kaukasus wurden die Gebirgstruppen in der russischen Steppe gegen sowjetische Panzerverbände eingesetzt. Am 16. Dezember 1942 trat die Rote Armee zu einem Großangriff am Don an. Die Operation Kleiner Saturn hatte die Vernichtung der italienischen 8. Armee zum Ziel. Deren Alpini-Korps war davon zunächst nicht betroffen, es wurde jedoch im weiteren Verlauf von den eigenen Linien abgeschnitten. Jenseits der Front kämpfte es vom 13. bis zum 26. Januar 1943 bei starkem Frost gegen sowjetische Verbände. Vor allem dank des Einsatzes der von General Luigi Reverberi befehligten Division Tridentina konnte es sich in der Schlacht bei Nikolajewka durchsetzen und am 1. Februar 1943 deutsche Linien erreichen. Die Division Cuneense wurde bei den Kämpfen vernichtet, von den 15.000 Soldaten der Julia verblieben 1200, von der gleich starken Tridentina rund 4250. Bis April 1943 kehrten die Überlebenden nach Italien zurück. Nach dem Waffenstillstand von Cassibile wurde die Division Tridentina am 10. September 1943 in Südtirol aufgelöst. Viele ihrer Soldaten verbrachten den Rest des Zweiten Weltkrieges in deutschen Internierungslagern.

### Im Kalten Krieg
1945 erreichte die Infanteriedivision Friuli, die an der Seite der Alliierten an der Schlussphase des Italienfeldzuges teilgenommen hatte, Südtirol, wo sie bis 1949 stationiert blieb. Zusammen mit dem in Meran wiedererrichteten 6. Alpini-Regiment und verschiedenen Unterstützungseinheiten unterstand sie dem IV. Territorialkommando in Bozen. Im Zug des Wiederaufbaus der italienischen Gebirgstruppen entstanden zwischen 1949 und 1953 die fünf Alpini-Brigaden Taurinense in Turin, Orobica in Meran, Tridentina in Brixen, Cadore in Belluno und Julia in Udine. Zu deren Führung wurde aus dem genannten Territorialkommando das IV. Gebirgskorps in Bozen errichtet.
Die am 1. Mai 1951 aufgestellte Alpini-Brigade Tridentina bestand zunächst aus dem nach Bruneck verlegten 6. Alpini-Regiment mit drei Bataillonen, aus dem 2. Gebirgsartillerieregiment in Brixen mit drei Bataillonen und aus dem 21. Sperrverband in Bruneck mit drei Bataillonen sowie aus kleineren Unterstützungseinheiten, darunter eine Heeresfliegereinheit in Toblach und ein Alpini-Fallschirmjägerzug.
Mit der Heeresreform von 1975 wurden die in Bataillone untergliederten Brigaden zum Standard. Nach der Neuordnung bestand die Alpini-Brigade Tridentina aus den Alpini-Bataillonen Bassano in Innichen und Trento in Welsberg-Taisten sowie aus dem gekaderten Bataillon Bolzano in Brixen, aus den Artilleriebataillonen Asiago in Toblach und Vicenza in Elvas, aus dem Sperrbataillon Val Brenta in Bruneck, aus dem Logistikbataillon Tridentina in Vahrn und aus kleineren Unterstützungseinheiten.
Im Kalten Krieg ging für Italien die größte Bedrohung von zehn Divisionsäquivalenten aus, über die der Warschauer Pakt in Ungarn verfügen konnte. Ein eventueller Angriff gegen den Nordosten Italiens konnte durch den Norden Jugoslawiens in Richtung Görz geführt werden, oder aber durch den Südosten Österreichs über Graz, Klagenfurt und Villach in Richtung Udine. Im letzteren Fall, der als wahrscheinlicher galt, erwartete man einen zweiten Stoß durch das Drautal und das Südtiroler Pustertal mit dem Ziel, die wichtigsten Alpenübergänge in der Region unter Kontrolle zu bringen und damit die NATO-Kräfte in Mitteleuropa definitiv von denen in Norditalien zu trennen und diesen im weiteren Verlauf eventuell in die Flanken zu fallen.
Die Alpini-Brigade Tridentina hatte den Auftrag, einen feindlichen Einbruch in das Pustertal zu verhindern. Zu diesem Zweck wurden Bunkeranlagen des Alpenwalls in Südtirol reaktiviert und ausgebaut, insbesondere zwischen Innichen und Bruneck, und von Soldaten der genannten Sperrverbände besetzt. Eine entschlossene Verteidigung an vorderster Front bei Innichen war auch deshalb von Bedeutung, weil sich von dort aus in südlicher Richtung ein Weg über den Kreuzbergpass ins Cadore und zum Piavetal eröffnet, über das der Gegner den italienischen Heeresverbänden im Friaul in den Rücken fallen konnte. Die in Belluno und im Cadore stationierte Alpini-Brigade Cadore sollte dies in Kooperation mit der Tridentina verhindern.
Für den Fall, dass Truppen des Warschauer Pakts die österreichische Neutralität zuerst verletzten, ging man davon aus, dass Österreich den Aufbau einer Verbindung zwischen der Alpini-Brigade Orobica in Meran und der deutschen 1. Gebirgsdivision in Garmisch-Partenkirchen gestatten würde. Für den Aufbau und die Sicherung dieser wichtigen Verbindungen über den Brenner- und den Reschenpass waren die Verbände der Orobica in Sterzing und im Vinschgau vorgesehen. Der Erhalt dieser Verbindungswege war von einer so großen Bedeutung, dass es im Fall eines Durchbruchs im Pustertal im Bereich der Tridentina zum Einsatz von taktischen Atomwaffen gekommen wäre. Die entsprechenden Atomgeschosse wurden im Site Rigel bei Natz-Schabs gelagert. 1983 wurden die Atomgeschosse aus Südtirol wieder abgezogen, weil für die entsprechenden Aufgaben die andernorts stationierten Lance-Raketen und die sonstige schwere Artillerie der Raketenbrigade Aquileia ausreichend erschienen. In der Tridentina selbst wurde das Sperrbataillon Val Brenta im Jahr 1986 bis auf eine Kompanie gekadert.

### Nach 1990
Nach dem Ende des Ost-West-Konflikts wurde die Alpini-Brigade Orobica 1991 in Meran aufgelöst, wobei drei ihrer Bataillone von der Tridentina übernommen wurden. Letztere Brigade verlor ihre beiden bisherigen Artilleriebataillone Asiago in Toblach und Vicenza in Elvas sowie die gekaderten Reservebataillone Bolzano in Brixen und Val Brenta in Bruneck. Die verbliebenen Bataillone nahmen im Allgemeinen aus Traditionsgründen wieder die Bezeichnung Regiment und die entsprechende Nummerierung an. In den 1990er-Jahren bestand die Tridentina aus einem Stabs- und Versorgungsverband in Brixen, aus den Alpini-Regimentern 5 in Sterzing, 6 in Innichen und Toblach, 11 in Bruneck, aus dem 18. Alpini-Ausbildungsregiment und dem 5. Gebirgsartillerregiment in Meran und aus einem Logistikbataillon in Vahrn bei Brixen.
1997 folgte die Auflösung der Alpini-Brigade Cadore in Belluno sowie die Umbenennung des IV. Gebirgskorps in Bozen in Comando Truppe Alpine oder Gebirgstruppenkommando. Die Alpini-Brigade Tridentina wurde schließlich zwischen 2000 und Ende 2002 aufgelöst. Ihr 5. Alpini-Regiment in Sterzing ging an die relativ weit entfernte Alpini-Brigade Julia in Udine, das verkleinerte 6. Alpini-Regiment am neuen Standort Bruneck wurde vom Gebirgstruppenkommando übernommen und mit Ausbildungsaufgaben sowie mit dem Unterhalt der verbliebenen militärischen Einrichtungen im Pustertal beauftragt und die restlichen Verbände aufgelöst.
Name und Traditionen der Tridentina gingen am 1. Januar 2003 an einen neuen Divisionsstab innerhalb des Gebirgstruppenkommandos in Bozen. Zusammen mit zwei weiteren Stäben dieser Art in Vittorio Veneto (heute in Florenz) und San Giorgio a Cremano (heute in Capua) wurde der Divisionsstab Tridentina für Planungsaufgaben zuständig und sollte bei Bedarf die Führung von Auslandseinsätzen übernehmen. Aus diesem Grund hatten diese Stäbe keine fest unterstellten Truppenteile. Im Gegensatz zu den beiden anderen Divisionskommandos hatte die Tridentina einen relativ niedrigen Bereitschaftsstand und fungierte eher als Reserve-Brigadestab. Während rund zehn Jahre später die beiden anderen Divisionen (vorübergehend) die truppendienstliche Führung von Brigaden übernahmen, blieb die Lage bei der Tridentina unverändert, auch weil die lange geplante Auflösung des Gebirgstruppenkommandos in Bozen am lokalpolitischen Widerstand scheiterte. Nach zwanzigjährigem Bestehen wurde der Divisionsstab Tridentina 2023 aufgelöst; die Bezeichnung (und damit die Traditionen der ehemaligen Brigade und Division) übernahm das Führungsunterstützungsbataillon des Gebirgstruppenkommandos.